# Liposcelis hirsutoides
Liposcelis hirsutoides är en insektsart som beskrevs av Edward L. Mockford 1978. Liposcelis hirsutoides ingår i släktet Liposcelis och familjen boklöss. Inga underarter finns listade i Catalogue of Life.